# Paramount on Parade
Pour plus de détails, voir Fiche technique et Distribution.
Paramount on Parade est un film musical à sketches américain de Dorothy Arzner, Otto Brower, Edmund Goulding, Victor Heerman, Edwin H. Knopf, Rowland V. Lee, Ernst Lubitsch, Lothar Mendes, Victor Schertzinger, A. Edward Sutherland et Frank Tuttle sorti en 1930.

## Synopsis
Paramount on Parade est une revue américaine pré-Code de 1930,publiée par Paramount Pictures et dirigée par plusieurs réalisateurs dont Edmund Goulding, Dorothy Arzner, Ernst Lubitsch, Rowland V. Lee, A. Edward Sutherland, Lothar Mendes, Otto Brower, Edwin H. Knopf, Frank Tuttle et Victor Schertzinger - tous supervisés par la directrice de production, chanteuse, actrice et auteur-compositeur Elsie Janis.

## Fiche technique
- Titre original : Paramount on Parade
- Réalisation : Dorothy Arzner, Otto Brower, Edmund Goulding, Victor Heerman, Edwin H. Knopf, Rowland V. Lee, Ernst Lubitsch, Lothar Mendes, Victor Schertzinger, A. Edward Sutherland et Frank Tuttle
- Producteur : Albert S. Kaufman, Jesse L. Lasky et Adolph Zukor
- Société de production : Paramount Pictures
- Scénario : Joseph L. Mankiewicz
- Photographie : Harry Fischbeck et Victor Milner
- Montage : Merrill G. White
- Musique : Fred Pearly et Samuel Pokrass
- Direction artistique : John Wenger
- Chorégraphe : David Bennett
- Film : américain
- Format : Noir et Blanc / Couleur (Technicolor)  - Son : Mono
- Genre : film musical et comédie
- Durée : 102 minutes
- Date de sortie : 22 avril 1930 (USA)

## Distribution

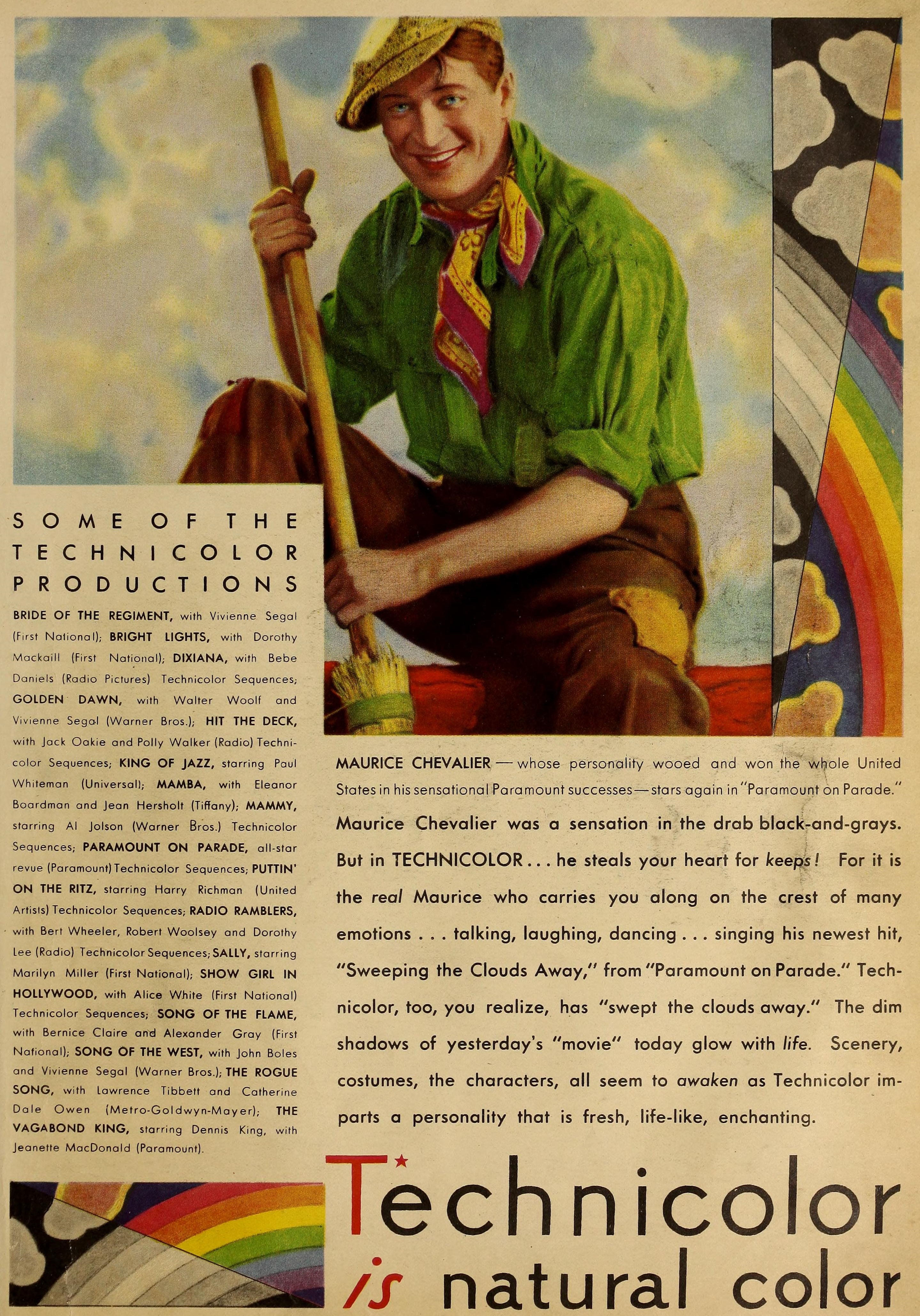
Maurice Chevalier

- Jean Arthur
- Clara Bow
- Maurice Chevalier
- Gary Cooper
- Kay Francis
- Fredric March
- William Powell
- Fay Wray

et
- Richard Arlen
- Mischa Auer
- William Austin
- George Bancroft
- Evelyn Brent
- Mary Brian
- Clive Brook
- Virginia Bruce
- Nancy Carroll
- Ruth Chatterton
- Cecil Cunningham
- Leon Errol
- Stuart Erwin
- Henry Fink
- Edmund Goulding
- James Hall
- Phillips Holmes
- Dennis King
- Jack Oakie
- Warner Oland
- Eugene Pallette
- Charles 'Buddy' Rogers
- Lillian Roth
- Jackie Searl
- Dina Gralla